# Berit Janowitz
Berit Janowitz (* 2004) ist eine deutsche Leichtathletin.

## Karriere
Janowitz wurde in der 3-mal-800-Meter-Staffel deutsche Hallenmeisterin 2025 mit Cologne Athletics.